# N端法則
N端法則是指蛋白質氨基端上的胺基酸種類，與此蛋白質的存活時間相關。最早由亚历山大·瓦尔沙夫斯基和他的同事们在1986年提出。在移除蛋白質轉譯後第一個胺基酸甲硫胺酸，或是經過轉譯後修飾後的蛋白質氨基端上的胺基酸種類，不論在細菌中或是經人類的泛素降解途徑，其胺基酸種類對於大部分蛋白質的存活時間（半衰期）關連如下：
- 穩定

- 甲硫胺酸、甘胺酸、丙胺酸、絲胺酸、蘇胺酸、纈胺酸，大於20小時
- 異亮胺酸、谷氨醯胺，約30分鐘

- 不穩定

- 酪胺酸、谷胺酸，約10分鐘
- 脯胺酸，約7分鐘
- 亮胺酸、苯丙胺酸、天冬胺酸、賴胺酸，約3分鐘
- 精胺酸，約2分鐘